# کیت هرینگتن
کیت هرینگتن (انگلیسی: Cate Harrington؛ زاده ۱۴ اوت ۱۹۸۷) یک بازیگر پورنوگرافی اهل انگلستان است.